# Máltás Hugó
Máltás Hugó, Maltasch Hugó Sidonius (Rozsnyó, 1829. május 6. – Budapest, Józsefváros, 1922. június 4.) magyar építész, a romantika stílusának jeles képviselője.

## Életpályája
Maltasch János és Hubina Mária fiaként született. Apja, gróf Andrássy György kamarása volt, majd az 1840-es évek elején az esztergomi érsek szolgálatában állt, ugyanilyen minőségben.
Tanulmányait Budapesten végezte, majd Bécsben Eduard van der Nüll és August von Siccardsburg műtermében dolgozott. Az 1850-es évektől kezdve Pesten működött. 

## Ismert épületei
- 1850–1852: Reitter-ház, Budapest, Nádor u. 20. / Arany János utca 12.[8]
- 1855: Szentháromság szobor talapzata, Budapest, Zsigmond tér[9]
- 1856: lakóház, Budapest, Hunyadi János út 18.[9][10]
- 1854–1857:[11]  lakóház, Budapest, Bajcsy-Zsilinszky út 22.[9] (belső udvari szárny: Heinrich Károly, 1870)[12]
- 1860–1861: Kovács-Sebestyén-ház, Budapest, József nádor tér 5–6.[9][13]
- 1861: Masjon-ház, Budapest, Jégverem utca 2. / Bem rakpart 4. / Fő utca 7.[9][14]
- 1861–1866: lakóház, Budapest, Fő utca 3.[9]
- 1869: Krisztinavárosi Tanítóképző, Budapest, Attila út 97–99.[9][15]
- 1874–1875: Medve utcai iskola (ma: Csik Ferenc Általános Iskola és Gimnázium), Budapest, Medve utca 5–7.[9]
- 1879–1880: A Fiumei úti sírkert halottasháza és ravatalozója, Budapest, Fiumei út 16-18.[9][16]
- 1892: iskolaépület (ma: Bét Menachem Héber-Magyar Két Tanítási Nyelvű Általános Iskola, Óvoda, Bölcsőde), Budapest, Dohány u. 32. (Feszl Lászlóval közös munka)[17]
- ?: Kertészlak, Nagykőrös, Cifrakert

Egyes források szerint részt vett 1900–1902-ben a VI. számú fővárosi vásárcsarnok (Budapest, Batthyány tér 5.) tervezésében is Klunzinger Pál mellett.

### Átépítések
- 1850-es évek?: lakóház megmagasítása egy szinttel, Budapest, Úri utca 38.[9]

### Tervben maradt épületek
- 1854: a Nagyboldogasszony-templom (ma: Mátyás-templom) főhomlokzatának átépítése, Budapest, Szentháromság tér 2.[9]
- 1855: Budai Reáliskola (ma: Toldy Ferenc Gimnázium), Budapest, Toldy Ferenc u. 9.[9]

## Képtár

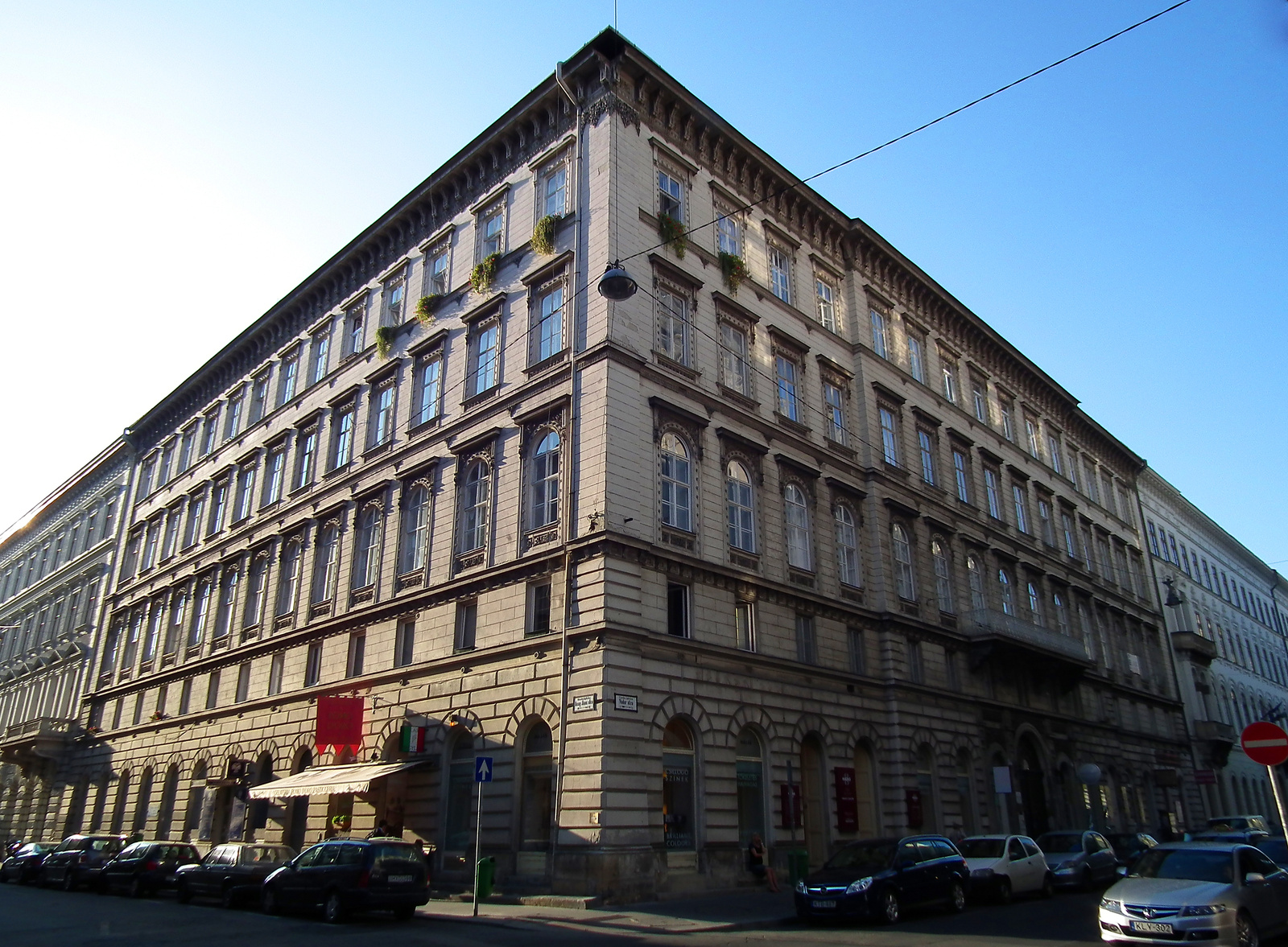
lakóház, Arany János utca 12.
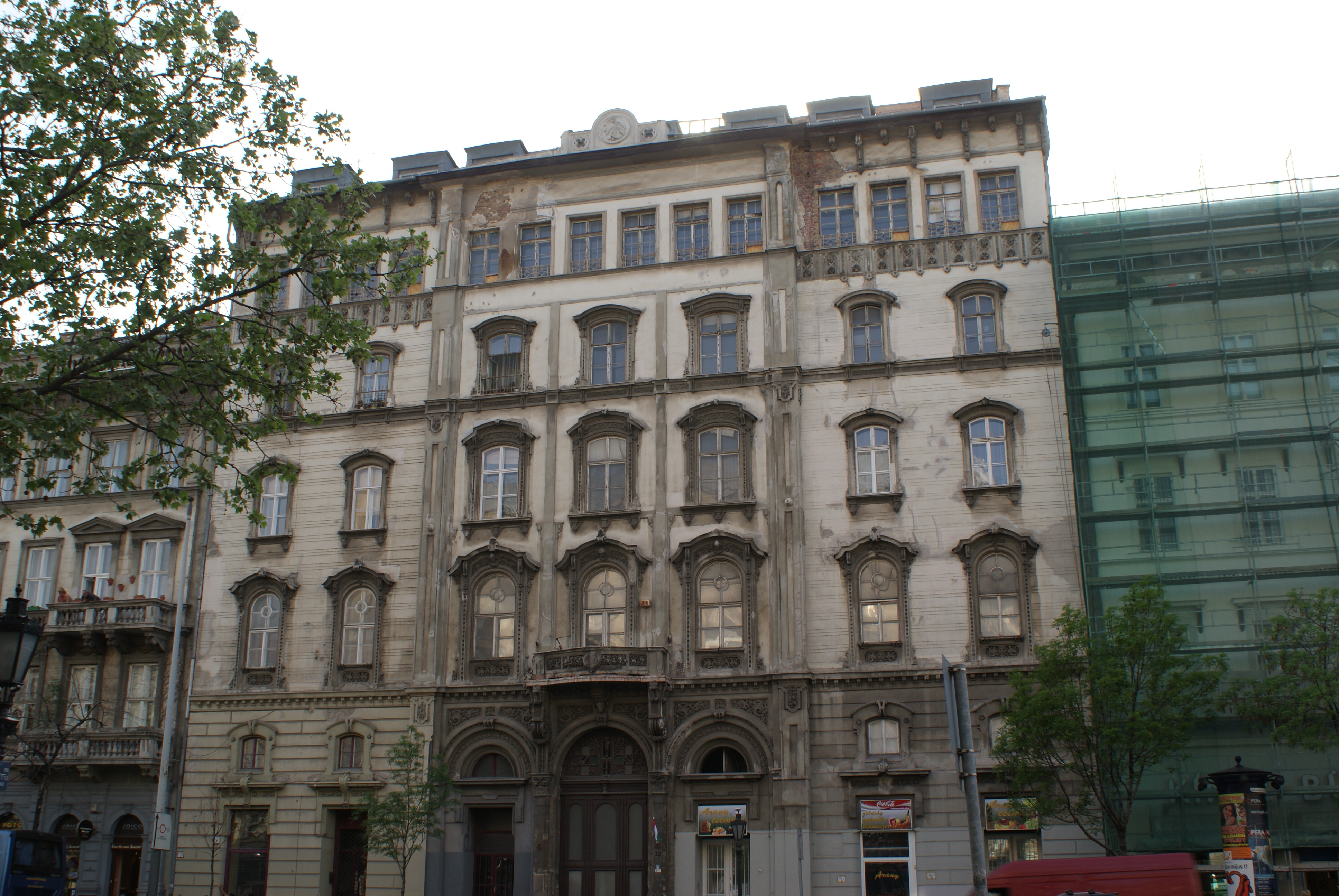
lakóház, Bajcsy-Zsilinszky út 22.
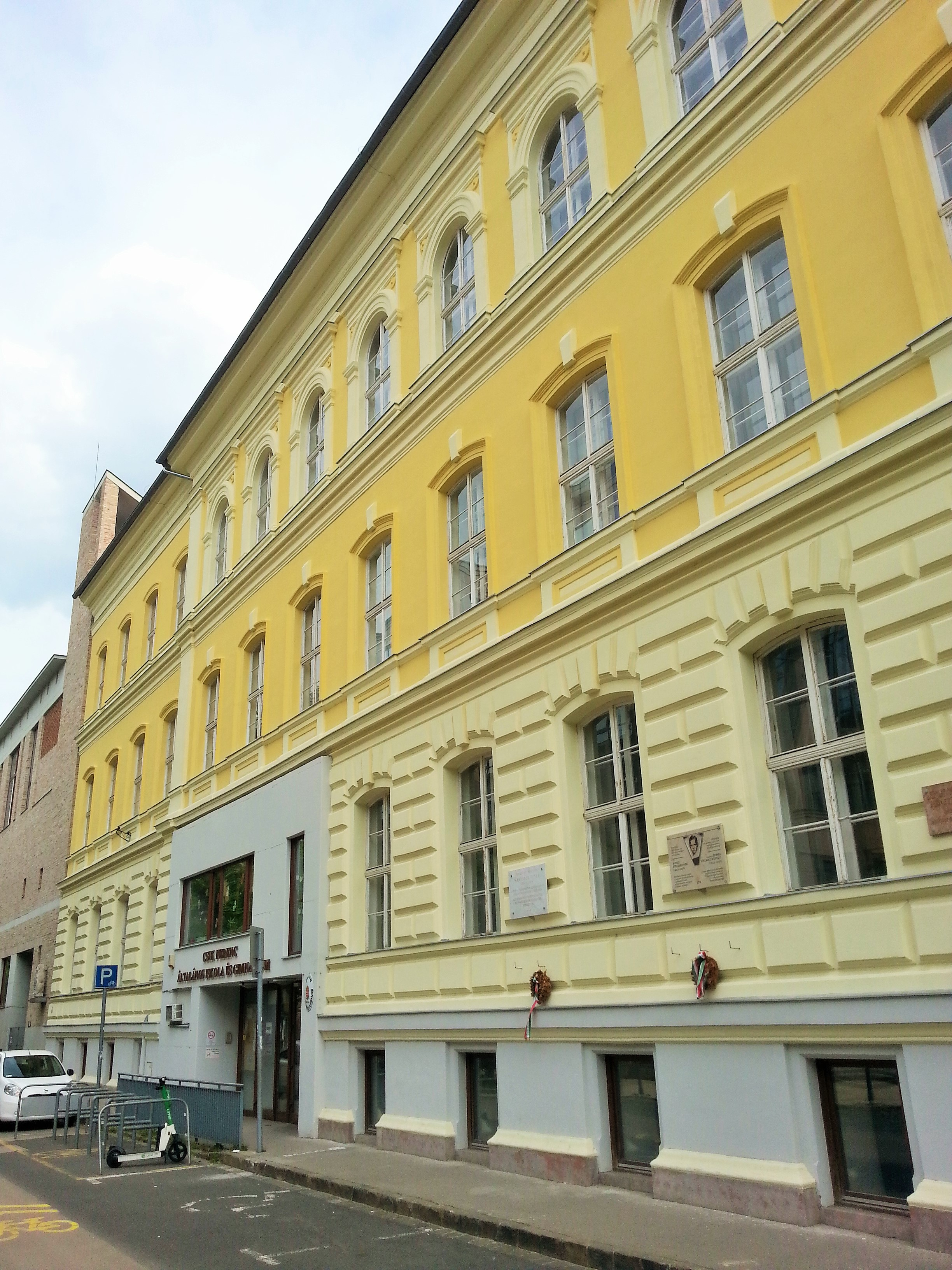
Medve utcai iskola
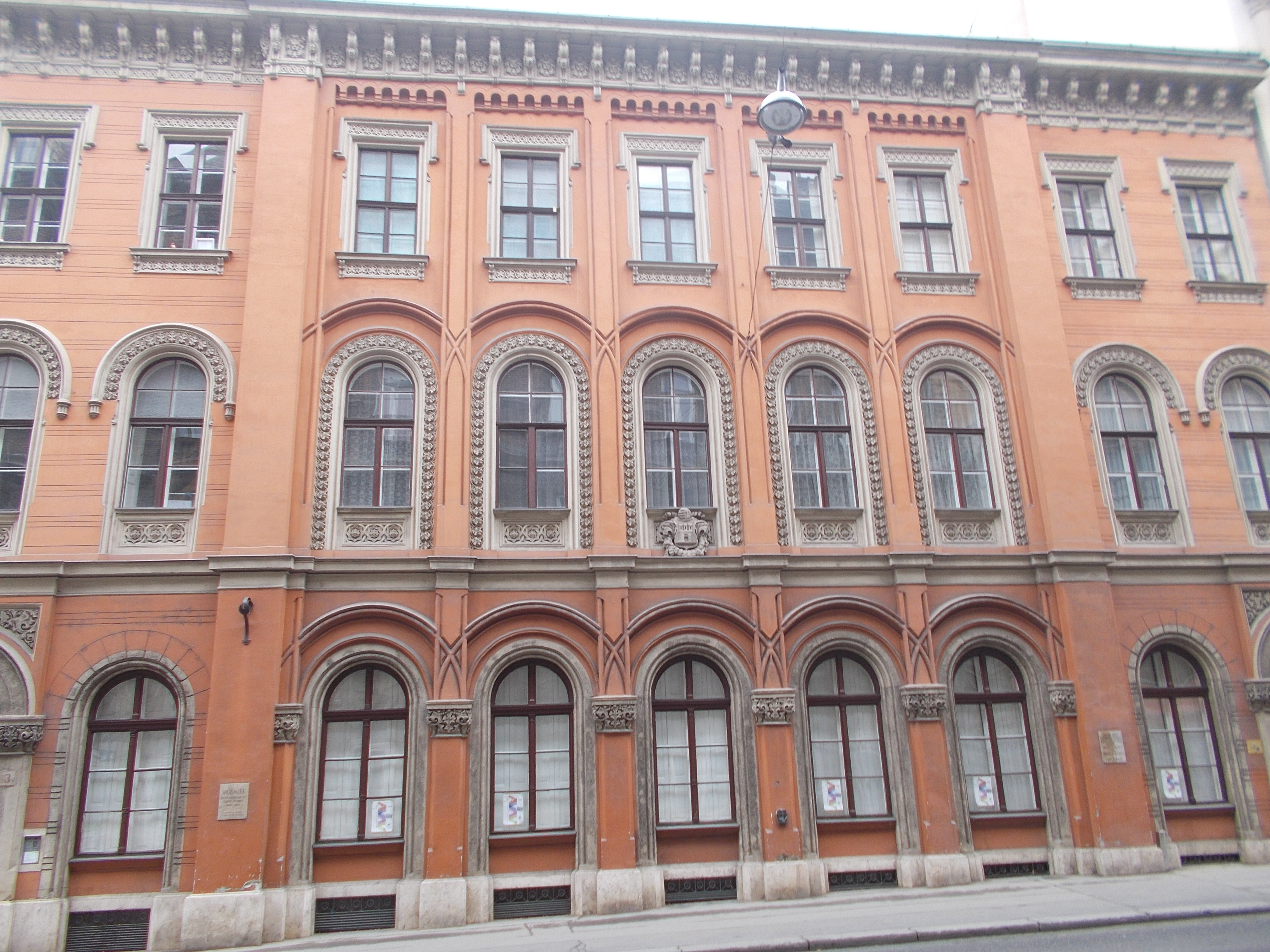
lakóház, Fő utca 3.
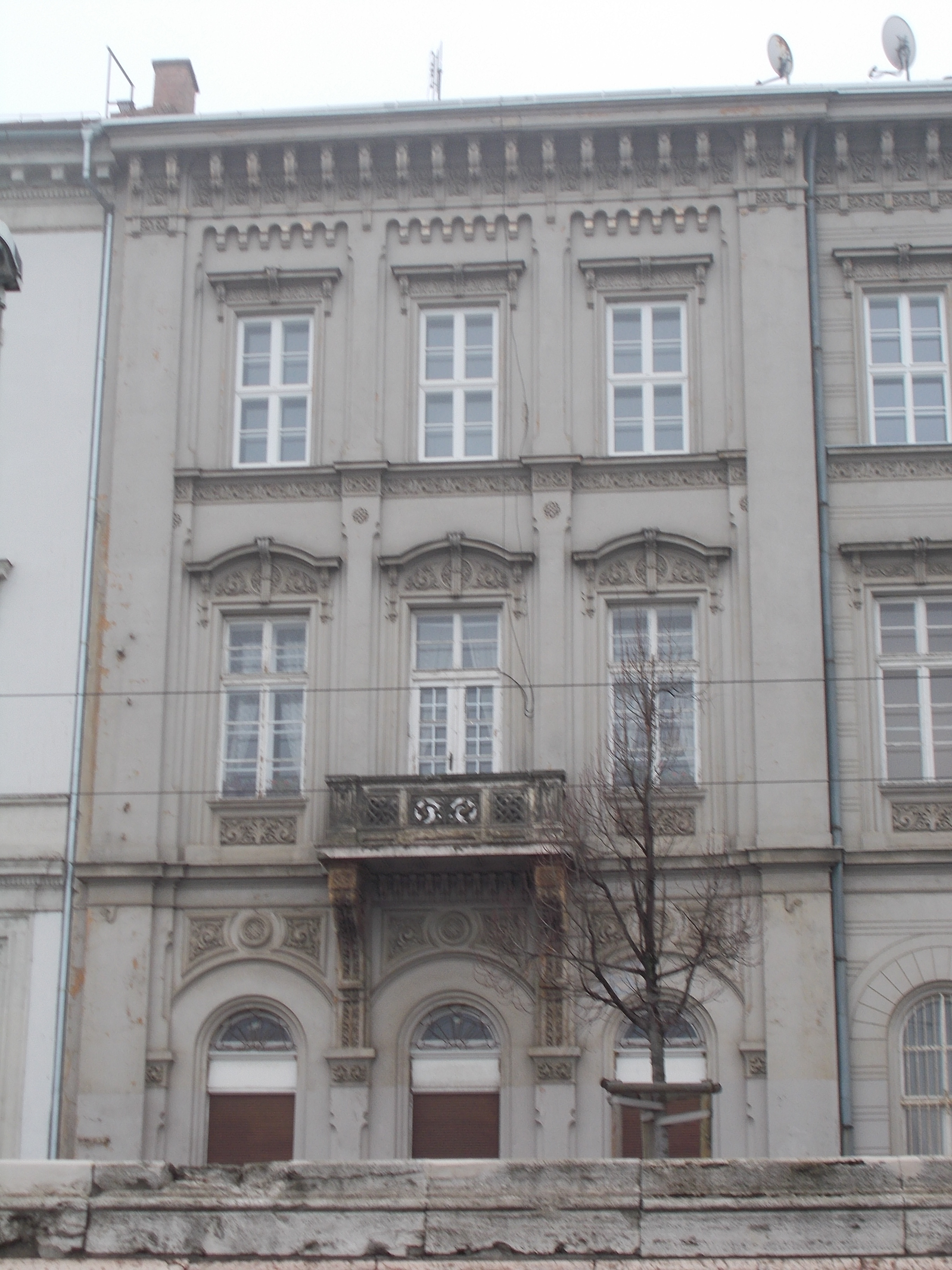
lakóház, Jégverem utca 2.
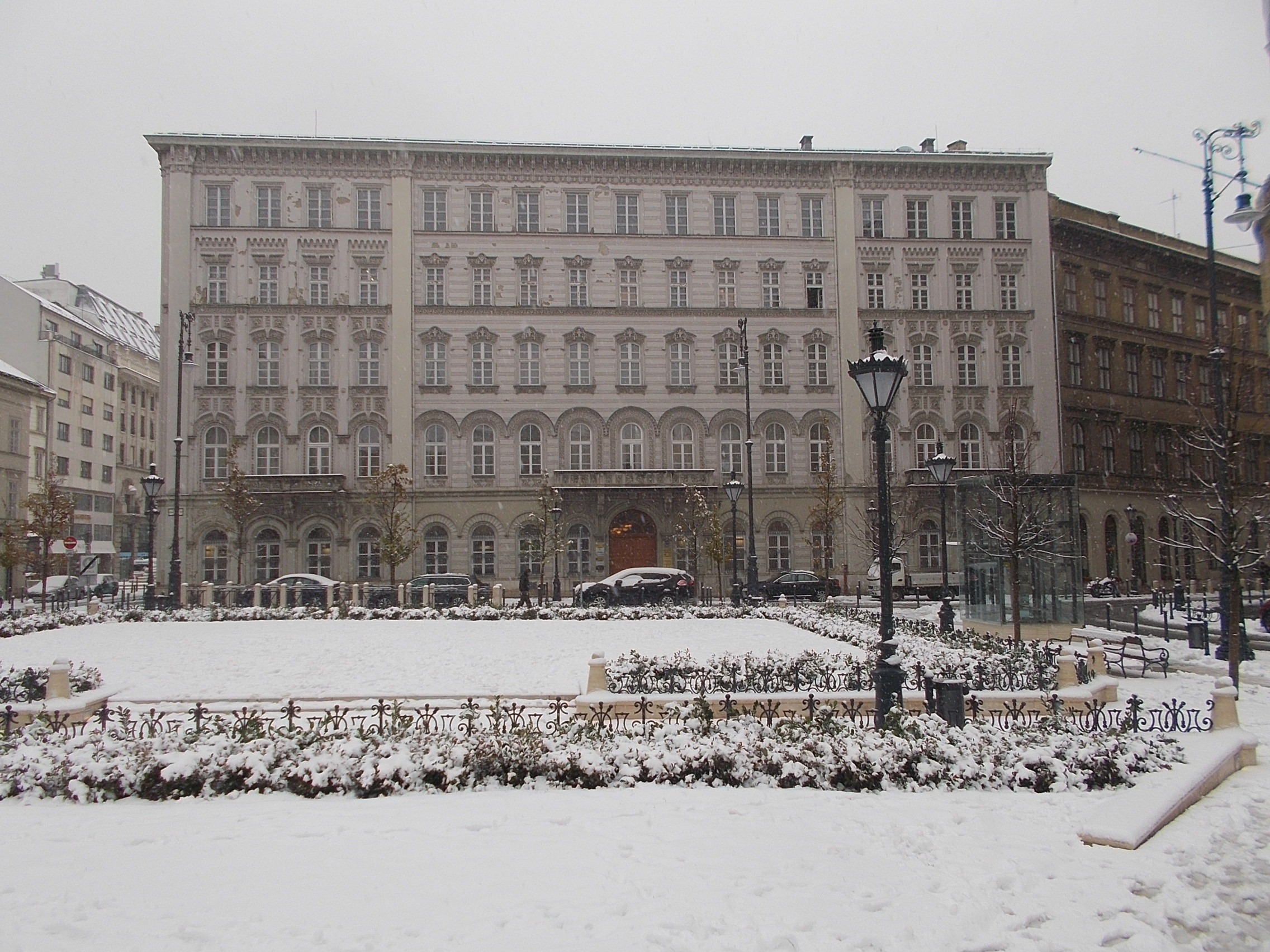
lakóház, József nádor tér 5-6.
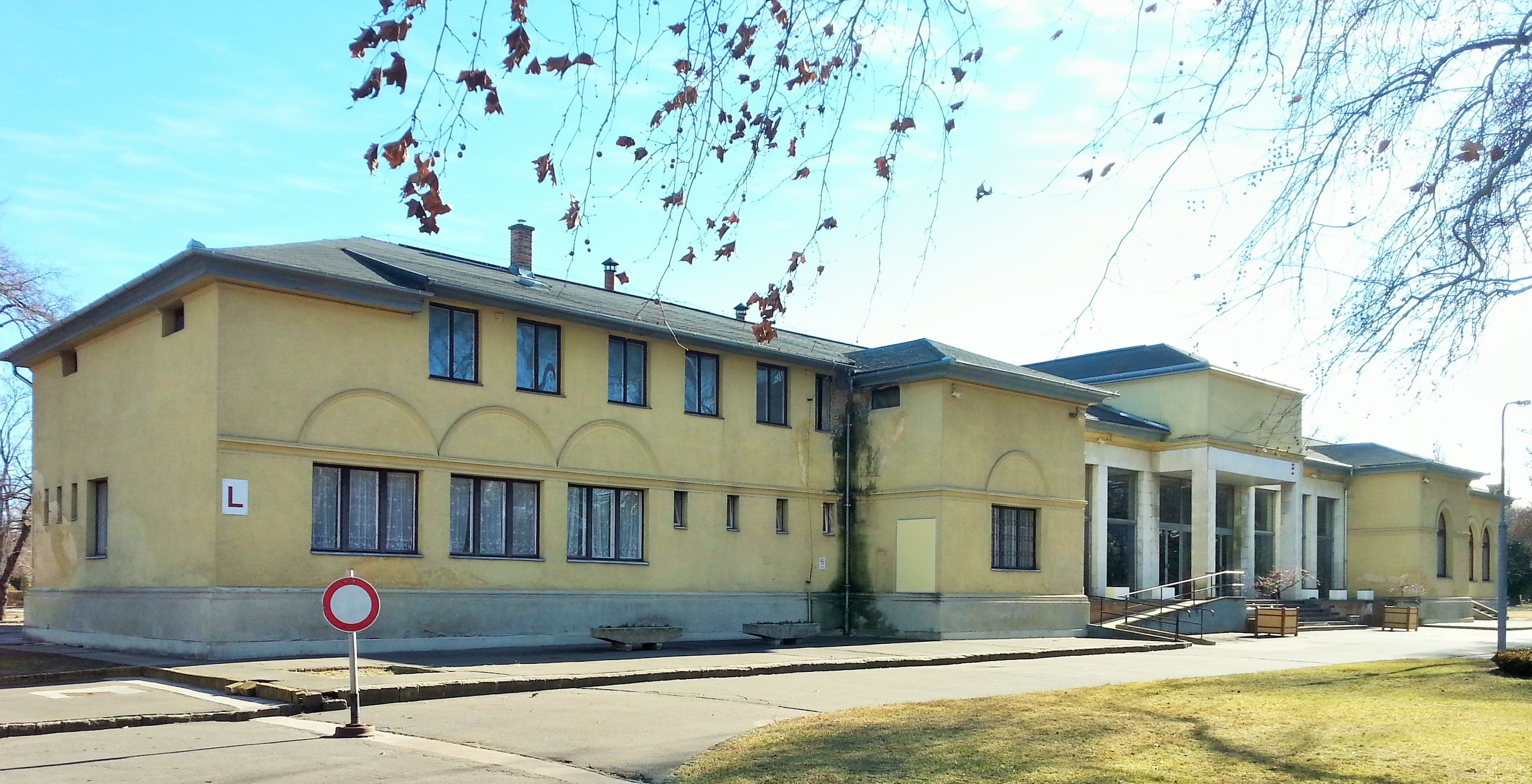
A Fiumei úti sírkert ravatalozója
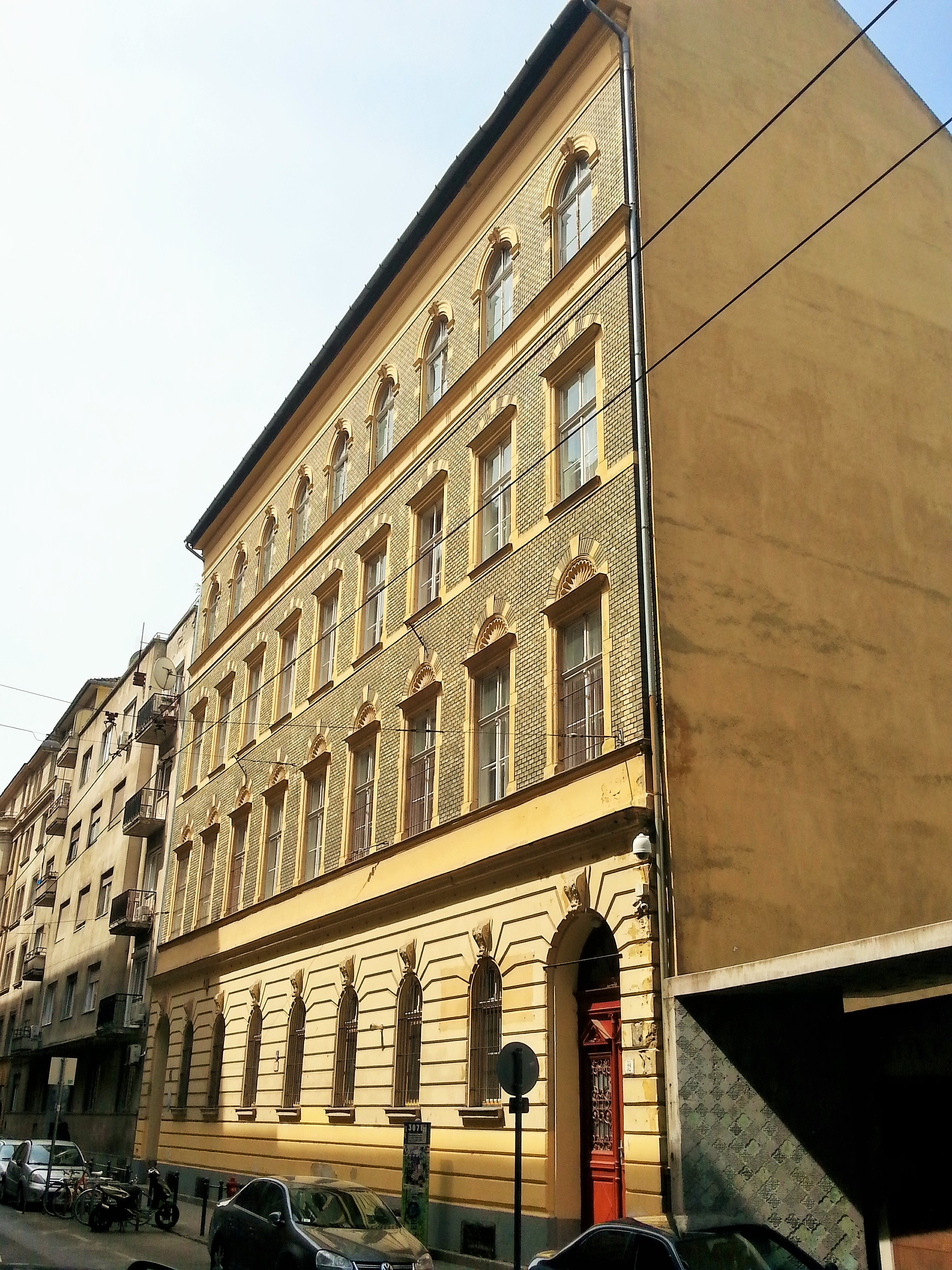
iskola, Dohány utca 32.
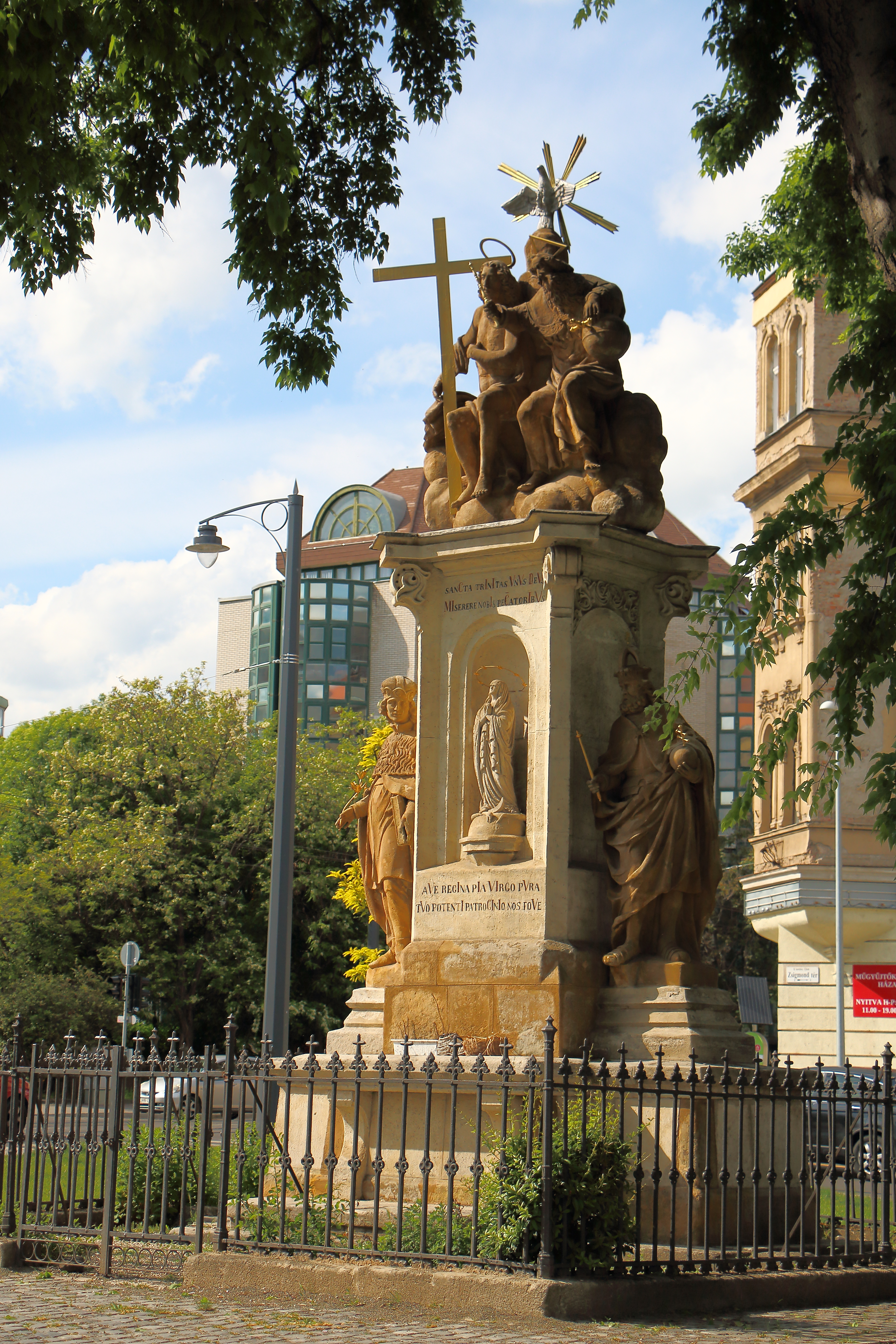
Szentháromság szobor talapzata, Zsigmond tér